# A6 road

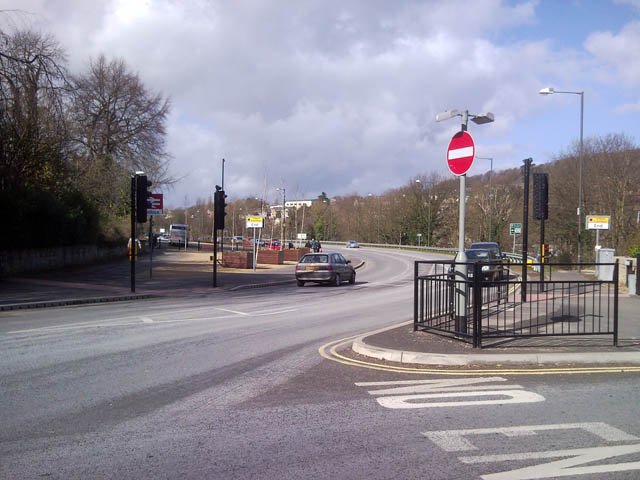
A6 Umgehungsstraße in Matlock (2009)

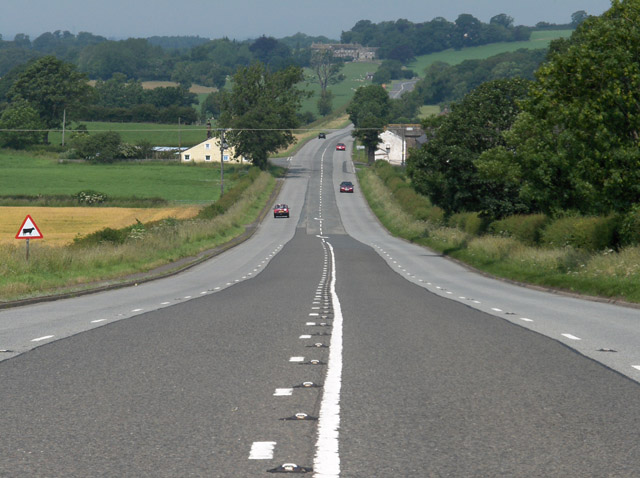
Abschnitt südlich von Carlisle (2006)

Die A6 road (englisch für Straße A6) ist nach der A1, der A38 und der A30 die viertlängste Straße in Großbritannien, die eine Nummer trägt.

## Verlauf
Die Fernverkehrsstraße beginnt, nachdem ihr von Barnet nördlich von London kommender südlicher Abschnitt in den 1950er Jahren in A1081 umbenannt wurde, als Primary route in Luton nördlich von London, wo sie von der Autobahn M1 abzweigt. Sie führt nach Norden über Bedford, das auf einer Umgehungsstraße westlich umfahren wird, nach Kettering und weiter über Market Harborough nach Leicester. Von dort verläuft sie über Loughborough und bei Kegworth den M1 kreuzend, Derby, Belper, Matlock und Buxton nach Stockport, wo sie die Ringautobahn von Manchester M60 kreuzt. Nach Durchquerung von Manchester verlässt sie die Stadt in nordwestlicher Richtung, läuft parallel zum M61 nach Preston und weiter im Wesentlichen parallel zum M6 nach Kendal. Dort wird sie für ein Stück wieder zur Primary route und verläuft dann nördlich durch den Lake District parallel zum M6 über Penrith nach Carlisle, in dessen Zentrum sie endet und in die nach Schottland führende A7 übergeht.